# Designpreis der Bundesrepublik Deutschland

Das Logo des Designpreises seit 2012

Der Designpreis der Bundesrepublik Deutschland (DBD) – oft Deutscher Designpreis oder Bundesdesignpreis genannt – war von 2002 bis 2014 die höchste offiziell vergebene Auszeichnung für hervorragende Gestaltung in Deutschland. Sie war Nachfolgerin des Designpreises Gute Form von 1969 bis 2001.
Der DBD wurde durch das Bundesministerium für Wirtschaft und Technologie vergeben. Die Preisverleihung erfolgte jährlich im Februar.

## Modalitäten, Geschichte und Kritik
Teilnehmer wurden vom Bundesministerium für Wirtschaft und Technologie oder den jeweils zuständigen Landesministerien für diesen nominiert – und zwar nur, wenn sie bereits vorher einen anderen nationalen oder internationalen Designpreis gewonnen hatten. Deshalb wurde die Auszeichnung auch »der Preis der Preise« genannt. Man konnte sich nicht selbst um den Preis bewerben.
Über die Vergabe entschied eine unabhängige und sachverständige Jury aus zehn Mitgliedern. Sie setzte sich zusammen aus Vertretern von Industrie, Hochschule, Gestaltung und Medien. Sie wurde für die Dauer von vier Jahren vom Bundesminister für Wirtschaft und Technologie berufen.
Wie viele andere Designpreise brachte auch dieser für die Teilnehmer kein Preisgeld mit sich; er war im Gegenteil kostenpflichtig. Der Preis stand deswegen ab 2006 in der Fachöffentlichkeit in der Kritik, ausgelöst durch einen offenen Brief der nominierten Designerin Juli Gudehus.
Die Ausrichtung des Preises erfolgte bis zum Jahre 2011 durch den Rat für Formgebung und wurde im Rahmen einer Neuausschreibung 2012 erstmals einem jungen kleinen Privatunternehmen, der DMY Berlin GmbH & Co. KG, anvertraut. Der Rat für Formgebung schreibt seither einen eigenen Designpreis aus, der kurzzeitig den Namen „Designpreis Deutschland“ trug und dann in German Design Award umbenannt wurde.
Mit der Übertragung der Ausrichtung des Designpreis der Bundesrepublik Deutschland an den Veranstalter DMY Berlin änderten sich die Zahlungsmodalitäten: Unternehmen oder Gestalter zahlten wie bisher eine Teilnahmegebühr; sie brauchten aber keine „Gewinnergebühr“ mehr bezahlen. Der Nachwuchs musste zwar eine Teilnahmegebühr in Höhe von 350 € pro Einreichung entrichten, dafür war der Nachwuchspreis seit 2012 mit 8000 € dotiert.
Seit der Insolvenz des letzten Veranstalters im Jahr 2014 wurde der Preis nicht wieder ausgeschrieben.

## Preisträger
2014 (Auswahl)
- Karl Clauss Dietel für sein Lebenswerk
- Yang Liu für das Wegeleitsystem Albertinum Dresden (Gold)
- Graft (Silber)
- oup kommunikation für »Diagrimme – 12 Kinder- und Hausmärchen der Brüder Grimm als Infografik« (Silber)

2013 (Auswahl)
- Uwe Loesch für sein Lebenswerk

2012 (Auswahl Gold)
- Wolfgang Joop für sein Lebenswerk
- Johannes Bergerhausen und Siri Poarangan (Gold) für die Publikation «decodeunicode – Die Schriftzeichen der Welt», Schmidt, Mainz
- The Electric Hotel (Gold)
- Frackenpohl Poulheim, Heimplanet (Gold): The Cave

2011 (Auswahl)
- Erik Spiekermann für sein Lebenswerk[5]
- Sebastian Herkner als bester Newcomer
- Runge GmbH & Co. KG (Silber) für Theatrum, eine neuartige Jugendsitzbank für den öffentlichen Außenraum (ohne klassische Sitzfläche) vom Runge Design Team

2010 (Auswahl)
- Bulthaup (Gold) für bulthaup b2 kitchen
- Joachim Sauter (Gold) für die Kinetische Skulptur der BMW Group
- Nils Frederking (Silber) für den Klapptisch F2, produziert von Ligne Roset
- Ehrenpreis 2010 für Ingo Maurer als «Gestalter-Persönlichkeit»
- Erstmals wurde 2010 auch ein dotierter Nachwuchsdesignpreis vergeben. Gewinnerin ist die Berliner Textildesignerin Elisa Strozyk.[7]
- Festo für das Bionik-Projekt Air Jelly

2009 (Auswahl)
- IDEO (Gold) für den Strom-Sparzähler von Yello Strom
- IDEO (Silber) für den MY_WAY Drucker von Olivetti
- Ehrenpreis 2009 für Richard Sapper als «Gestalter-Persönlichkeit»

2008 (Auswahl)
- Otto Bock HealthCare für Genu Arexa Knieorthese (Gold) von Ora-Ito Paris und Christian Lehmann, Zürich
- BMW Group für BMW G650 Xcountry von BMW Group Design
- Daimler Immobilien GmbH für das Mercedes-Benz Museum Stuttgart von hg merz architekten museumsgestalter stuttgart berlin
- ERCO Leuchten GmbH für den Grasshopper von Werksdesign/Inhouse: Alois Dworschak & Henk Kosche
- Mammut Sports Group AG für den Kletterkarabiner «Bionic» von Nose AG, Christian Harbeke
- Robert Bosch Hausgeräte GmbH für HBN 77 P750 von Werksdesign/Inhouse: Roland Vetter
- WMF AG für Nomos von Metz & Kindler Produktdesign[10]
- Ehrenpreis 2008 für Manfred Lamy als «Gestalter-Persönlichkeit»[11]

2007 (Auswahl)
- Loewe AG für den LCD-Fernseher Individual 32, Phoenix Design
- Die Deutsche Bahn für die neue Hausschrift DB Type, die von Erik Spiekermann und Christian Schwartz gestaltet wurde
- Silbermedaille Kategorie Raum: Florian Fischer für Kelten Römer Museum Manching[12]

2006 (Auswahl)
- Porsche 911 Carrera C2/C2S
- Rowenta M-Edition
- Schlagbohrmaschine D 25203K/D 25304K von Black & Decker GmbH

2002
- Audi AG für den Audi A2

1985/86
- Antoinette de Boer für den Entwurf des Stoffes „Akaba“[13]

1977
- Rosenthal AG für die Trinkglasserie „Fuga“; Entwurf: Elsa Fischer-Treyden